# Гринвичский договор
Гринвичский договор — мирный договор между королевствами Англия и Шотландия, заключенный в Гринвиче (пригород Лондона) 1 июля 1543 года. Гринвичский договор был первой попыткой сближения двух британских государств после двухсотпятидесятилетней истории практически непрерывных войн.

## История
Договор завершил один из периодов англо-шотландских войн первой половины XVI века, отмеченный унизительным поражением шотландцев в битве при Солуэй-Моссе в 1542 году. Смерть короля Шотландии Якова V в декабре 1542 года привела к власти проанглийски настроенных шотландских дворян во главе с Арчибальдом Дугласом, графом Ангусом, группирующихся вокруг регента Шотландии в период несовершеннолетия королевы Марии Стюарт Джеймса Гамильтона, графа Аррана. Это позволило английскому королю Генриху VIII добиться заключения Гринвичского договора.

## Условия
В соответствии с условиями договора между Англией и Шотландией устанавливался мир, который закреплялся династическим браком: юная королева Шотландии Мария Стюарт должна была выйти замуж за сына и наследника Генриха VIII Эдуарда, принца Уэльского, будущего короля Англии Эдуарда VI. Брак должен был быть заключен по доверенности до достижения Марией Стюарт десятилетнего возраста, после чего шотландская королева должна была отправиться к английскому королевскому двору. Последствием этого брачного союза могло стать объединение Шотландии и Англии в единое государство.
Договор был вскоре ратифицирован регентом Шотландии. Однако король Англии не спешил с ратификацией, упуская возможность прекращения многовековой борьбы с северным соседом. Более того, Генрих VIII потребовал немедленной отправки Марии Стюарт в Англию и разрыва традиционного франко-шотландского союза. Это вызвало переворот в Шотландии и приход к власти профранцузской партии кардинала Битона. 11 декабря 1543 года шотландский парламент отверг Гринвичский договор. Война возобновилась, шанс на объединение двух британских государств был упущен.